# بیانیه ایه‌یاسو

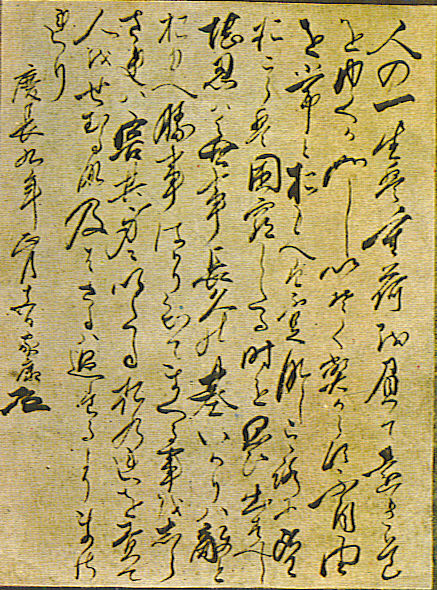

بیانیه ایه‌یاسو (به ژاپنی: 東照宮御遺訓 Tōshō-gū goikun) که همچنین به عنوان احکام ایه‌یاسو یا میراث ایه‌یاسو شهرت دارد، بیانه‌ای است که توسط توکوگاوا ایه‌یاسو در هنگام استعفا از مقام شوگونی گفته و نوشته شده است. شاهدان صدور این بیانیه هوندا ماسازومی (۱۵۶۵-۱۶۳۷) و دو راهب بودایی بودند. اصل این بیانیه در بایگانی معبد توشو در نیکو، توچیگی در استان توچیگی نگهداری می‌شود. این بیانیه سیاسی جهت هدایت جانشینان او ارائه شده است.

## ترجمه بیانیه
زندگی به مانند یک سفر طولانی با یک بار سنگین است.

کسی که به مشکلات به عنوان یک امر طبیعی در زندگی نگاه می‌کند، هرگز ناامید نخواهد شد.

صبر ریشهٔ آرامش ابدی است. به خشمت به چشم یک دشمن بنگر.

کسی که تنها پیروزی را می‌شناسد اما نمی‌داند که شکست چیست؛ آسیب می‌بیند.

اشتباه را به جای دیگران در خودت جستجو کن.

نرسیدن بهتر است از حد گذشتن است. توکوگاوا ایه‌یاسو ۱۶۰۴